# Volvo XC90
Volvo XC90 (internt kallad P28) är en personbil från Volvo Personvagnar lanserad 2002. Volvo XC90 är Volvos stora SUV-modell och har blivit en av Volvos största försäljningsframgångar, inte minst bland kvinnor på den för Volvo viktiga USA-marknaden. Den tillverkas i Torslandaverken i Sverige. XC90:n fick en något förnyad design under sommaren 2006. En ny generation premiärvisades i augusti 2014 och började säljas i september 2014 med en så kallad First Edition-modell.

## Första generationen

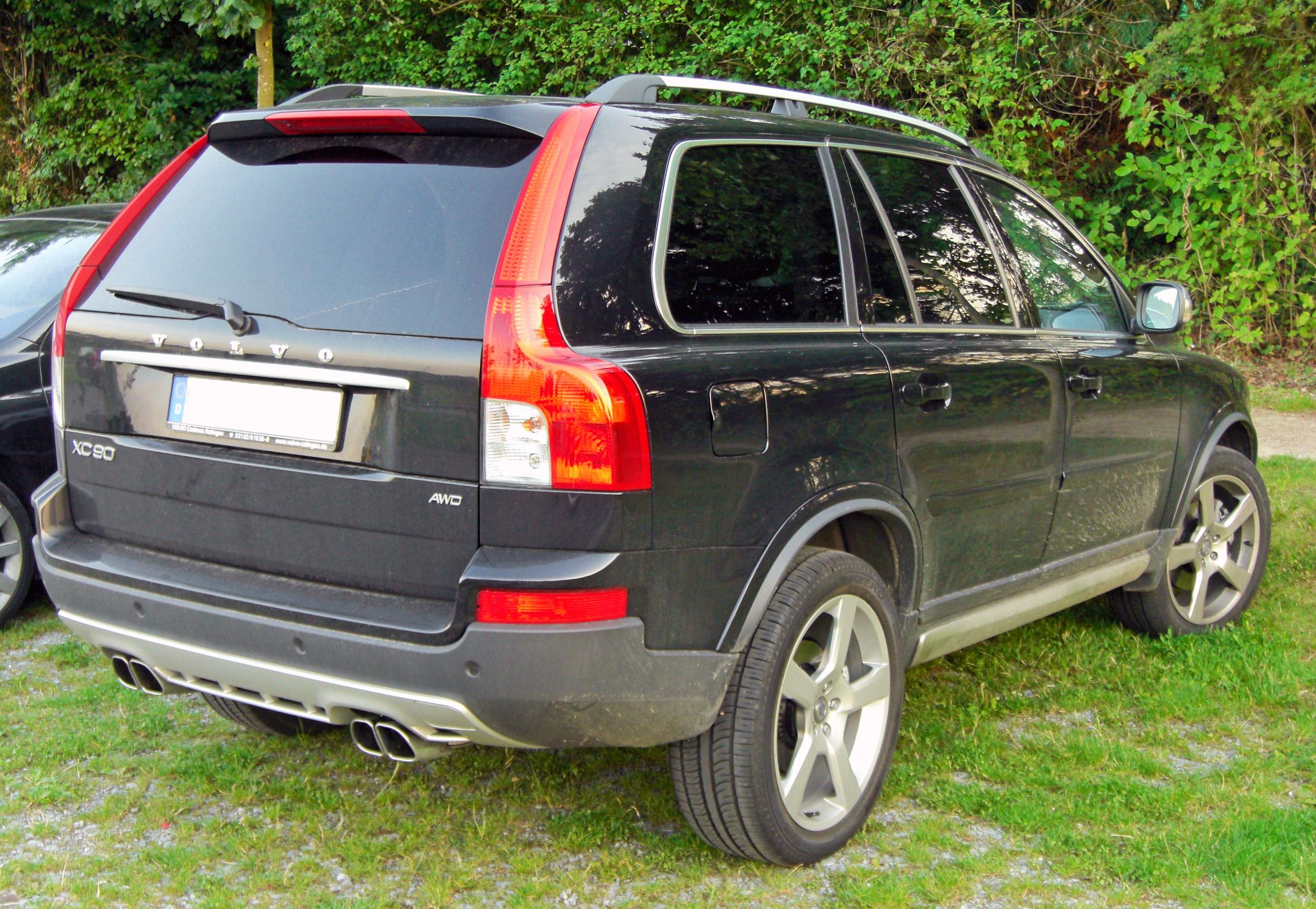
Volvo XC90.

Bilen finns både med framhjulsdrift och fyrhjulsdrift. Med fyrhjulsdrift (AWD) ligger största delen (90-100%) av drivkraften normalt på framhjulen. Vid behov överförs dock en del av drivkraften till de bakre hjulen, vilket styrs av bilens haldex-system. Även om den här typen av allhjulsdrift inte har samma terränggångsprestanda som drivsystem med differentiallås där kraften oavsett belastning permanent delas lika mellan alla drivhjulen har systemet vissa fördelar som exempelvis lågt pris och låg vikt. Dessa fördelar har gjort systemet till det mest använda på fyrhjulsdrivna personbilar.
2005 lanserades en V8-motor, vilket var premiär för Volvo i en personbil. För att bibehålla en god bränsleekonomi användes inte någon av de befintliga motorerna från moderbolaget Ford, utan en ny motor togs fram. V8:an tillverkades av Yamaha och blev ett populärt motorval framför allt i USA. Den erbjöds så småningom också i nya modellen av Volvo S80.
XC90 finns även i två olika utföranden, vanliga XC90 och XC90 Executive. Under hösten 2006 lanserades XC90 Sport och under våren 2008 presenterades ett påbyggnadspaketet för sportmodellen kallad R-Design. Executivemodellen kännetecknas bland annat av ett märke på C-stolpen och R-design främst av det extra märket i grillen.
Försäljningsframgångarna för denna modell har nästan ensam bidragit till Volvos goda lönsamhet fram till 2007[källa behövs]. Ett ansiktslyft kom år 2012 och en ny ersättningsmodell introducerades under 2015. Officiella designskisser från Volvos design- och konceptcenter i USA presenterades i november 2011. 

### Motorprogram
| Modellnamn                    | Effekt hk(kW)@rpm | Vridmoment Nm@rpm | Cyl-volym | Beteckning | Beskrivning                                                     |
| ----------------------------- | ----------------- | ----------------- | --------- | ---------- | --------------------------------------------------------------- |
| 3.2 (2010-2015)               | 243 (179) @ 6400  | 320 @ 3200        | 3192 cm³  | B6324S5    | Rak 6-cyl bensinmotor (USA)                                     |
| 3.2 AWD (2010-2015)           | 243 (179) @ 6400  | 320 @ 3200        | 3192 cm³  | B6324S5    | Rak 6-cyl bensinmotor (Ej Sverige)                              |
| D3 (2010-) D4 FWD (2013-2015) | 163 (120) @ 4000  | 340 @ 1750-3000   | 2400 cm³  | D5244T5    | Rak 5-cyl dieselmotor med turbo                                 |
| D5 AWD (2010-2015)            | 200 (147) @ 3900  | 420 @ 1900-2800   | 2400 cm³  | D5244T18   | Rak 5-cyl dieselmotor med turbo                                 |
| 2.5T AWD (2002-2006)          | 210 (154) @ 5000  | 320 @ 1500-4500   | 2521 cm³  | B5254T2    | Rak 5-cyl bensinmotor med turbo                                 |
| 3.2 AWD (2006-2010)           | 238 (175) @ 6200  | 320 @ 3200        | 3192 cm³  | B6324S     | Rak 6-cyl bensinmotor Ej Sverige sedan 2008                     |
| T6 AWD (2002-2005)            | 272 (200) @ 5100  | 380 @ 1800-5000   | 2922 cm³  | B6294T     | Rak 6-cyl bensinmotor med dubbelturbo (lågtrycks och högtrycks) |
| V8 AWD (2004-2010)            | 315 (232) @ 5850  | 440 @ 3900        | 4414 cm³  | B8444S     | V8 bensinmotor                                                  |
| D5 AWD (2005-2010)            | 185 (136) @ 4000  | 400 @ 2000-2750   | 2400 cm³  | D5244T4    | Rak 5-cyl dieselmotor med turbo                                 |
| D5 AWD (2002-2005)            | 163 (120) @ 4000  | 340 @ 1750-3000   | 2401 cm³  | D5244T     | Rak 5-cyl dieselmotor med turbo                                 |

## Tillverkad
| År    | Volvo XC90 |
| ----- | ---------- |
| 2002  |            |
| 2003  |            |
| 2004  |            |
| 2005  |            |
| 2006  |            |
| 2007  | 77 386     |
| 2008  | 48 761     |
| 2009  | 28 038     |
| 2010  |            |
| 2011  | 41 073     |
| 2012  |            |
| 2013  |            |
| 2014  |            |
| 2015  | ≈ 2 481    |
| 2016  | ≈ 927      |
| Summa |            |

## Andra generationen
I maj 2012 meddelade Volvo att den andra generationen XC90 (internt kallad V526) kommer att börja produceras i slutet av 2014. Modellprogrammet kommer med en plug-in-hybrid samt fyrcylindriga bensin- och dieselmotorer. XC90:n kommer att säljas i Europa, Asien och Nordamerika, där Volvo räknar med att sälja minst en tredjedel av den globala försäljningen i USA.
Vid lanseringen av nya XC90 kommer modellen med fem olika motoralternativ, alla fyrcylindriga med två liters cylindervolym; bensinmotorerna T5 och T6 med 225 respektive 320 hästkrafter och dieselmotorerna D4 och D5 med 190 respektive 225 hästkrafter. Utöver detta även T8 Twin Engine som är en plug-in-hybrid med bensinmotor på 320 hästkrafter tillsammans med en elmotor på 88 hästkrafter.
| Modellnamn     | Effekt hk(kW)@rpm | Vridmoment Nm@rpm | Cyl-volym | Beteckning | Beskrivning                                              |
| -------------- | ----------------- | ----------------- | --------- | ---------- | -------------------------------------------------------- |
| D4             | 190 (140) @       |                   | 1969 cm³  | D4204T     | Rak 4-cyl dieselmotor med dubbelturbo                    |
| D5             | 225 (165) @ 4250  | 470 @ 1750-2500   | 1969 cm³  | D4204T11   | Rak 4-cyl dieselmotor med dubbelturbo                    |
| T5             | 254 (187) @       |                   | 1969 cm³  | B4204T     | Rak 4-cyl bensinmotor med turbo                          |
| T6             | 320 (235) @ 5700  | 400 @ 2200-5400   | 1969 cm³  | B4204T27   | Rak 4-cyl bensinmotor med turbo och kompressor           |
| T8 Twin Engine | 408 (300) @       | 640 @             | 1969 cm³  | BA2PHEV    | Rak 4-cyl bensinmotor med turbo och kompressor + elmotor |

## Tillverkad
| År    | Volvo XC90 |
| ----- | ---------- |
| 2015  | ≈ 40 621   |
| 2016  | ≈ 91 522   |
| 2017  | ≈ 87 518   |
| 2018  | ≈ 94 182   |
| 2019  | ≈ 100 729  |
| 2020  | ≈ 92 500   |
| 2021  | ≈ 108 200  |
| 2022  | ≈ 97 100   |
| 2023  |            |
| 2024  |            |
| Summa |            |